# 马约里 (萨莱诺省)
马约里（義大利語：Maiori）是意大利南部坎帕尼亞大區萨莱诺省阿马尔菲海岸的一个城镇。自从古罗马时代，它就是一个热门旅游胜地，拥有阿马尔菲海岸最长的一段海滩。ISTAT代码为065066。

## 历史

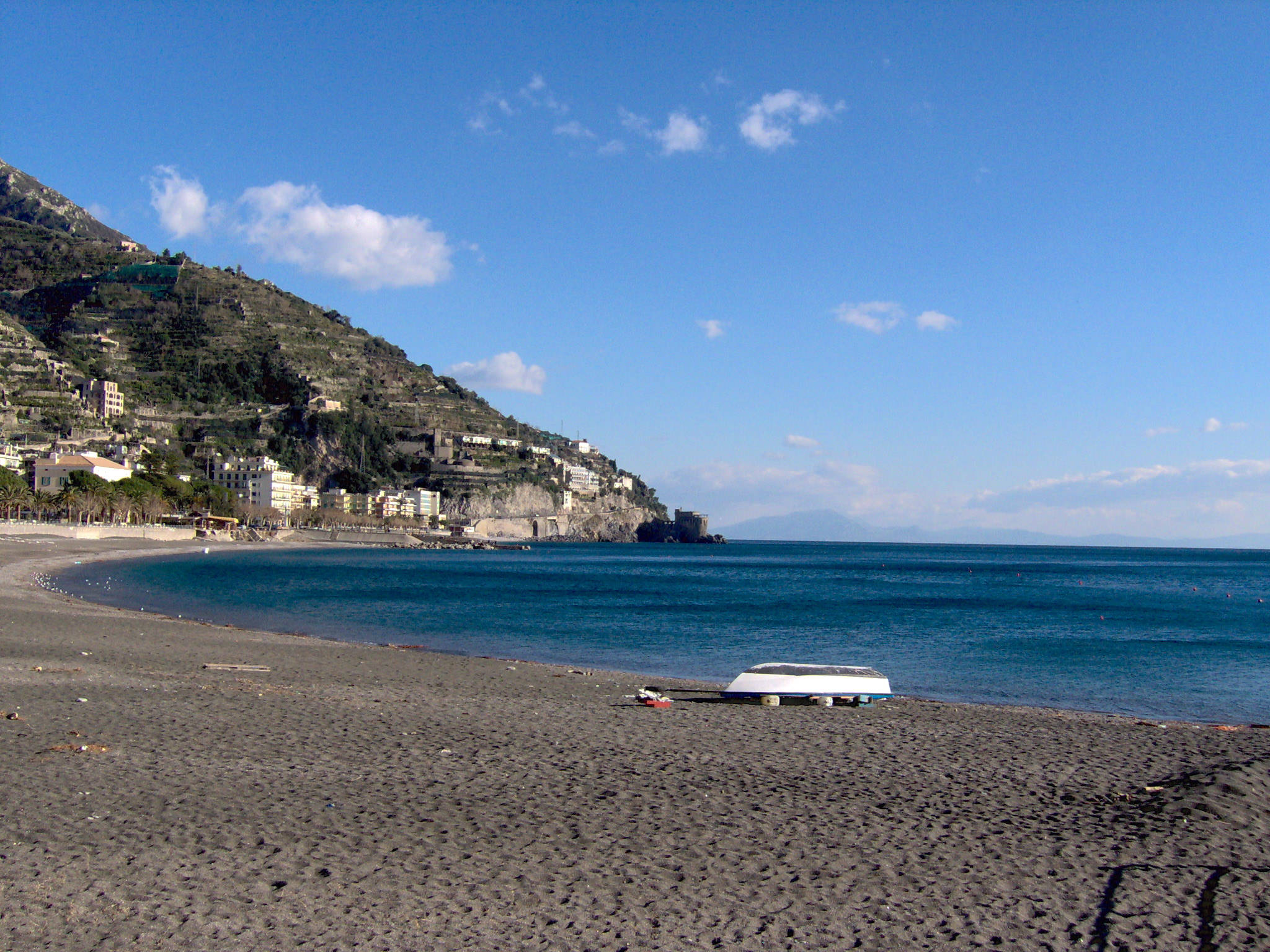
马约里海滩

该镇的起源并不清楚，但是最初的名称是 Reghinna Maior，与邻近城镇米诺利相对照。沿着海岸的各城由不同的征服者建立 - 例如伊特鲁里亚人和罗马人。
从830年到840年，从切塔拉到波西塔诺的海岸各城以及卡普里岛联合组成阿马尔菲海洋共和国；他们的居民都称为阿马尔菲人。当时，每座城市保留自己的名称和行政自治权，但是在联邦中扮演特殊角色。

## 电影

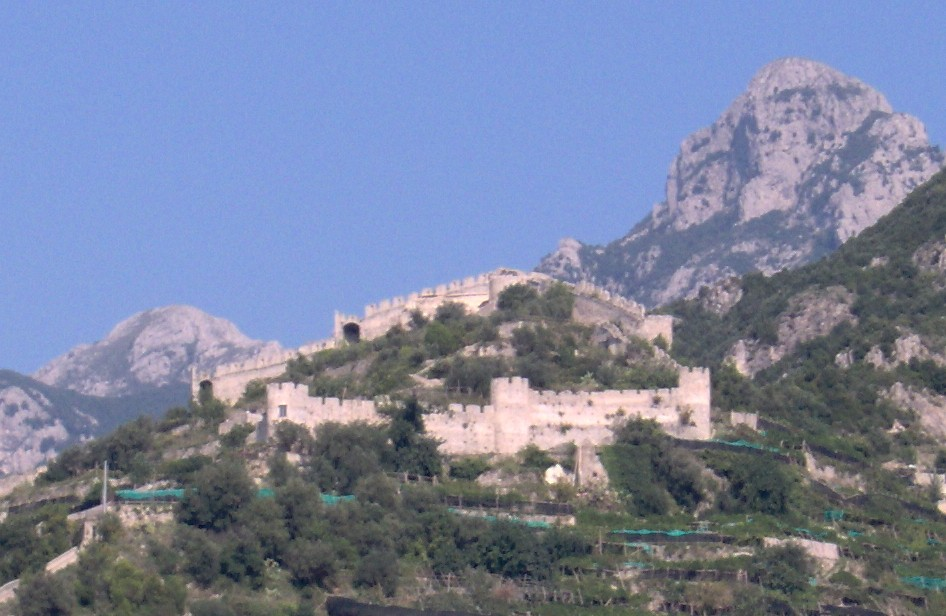
San Nicola di Thoro Plano.

在20世纪中叶，罗伯托·罗塞里尼在此拍摄他的好几部电影：Paisà (1946)、《奇迹》（1948年，《爱的道路》第二段）、《杀坏人机器》（1952）和《意大利之行》（1953）。每年11月在此举办电影节，颁发“罗伯托·罗塞里尼国际奖”。